# 사인비구 제작 동종
사인비구 제작 동종(思印比丘 製作 銅鍾)은 '사인비구'가 만든 종으로 현재 8점이 남아있다. 이를 일괄하여 2000년 2월 15일 대한민국의 보물 제11호로 지정되었으며, 각각의 종에는 세번을 부여하여 관리하고 있다.
사인비구는 18세기 뛰어난 승려이자 장인으로 전통적인 신라 종의 제조기법에 독창성을 합친 종을 만들었다. 현재 그의 작품 8구가 서로 다른 특징을 보이며 전해지고 있다. 우선 크기는 비교적 작지만 그의 초기 작품 세계를 엿볼 수 있는 포항 보경사 서운암동종(보물11-1)은 종신에 보살상이나 명문이 아닌 불경의 내용을 새긴 것이 가장 큰 특징이며, 양산 통도사동종(보물11-6)은 팔괘(八卦)를 문양으로 새기고 보통 유곽 안에 보통 9개씩의 유두를 새기는 것에서 벗어나 단 한 개만을 중앙에 새겨 넣었다. 또한 가장 전통적인 신라 범종의 형태를 갖추고 있는 범종으로는 안성 청룡사동종(보물11-4)과 강화 동종(보물11-8)이 있다. 그밖에 종을 매다는 용뉴 부분에 두 마리 용을 조각해 둔 서울 화계사동종(보물11-5)과 의왕 청계사동종(보물11-7), 그리고 종을 치는 부분인 당좌를 그만의 독특한 모습으로 표현한 문경 김룡사동종(보물11-2)과 홍천 수타사동종(보물11-3) 등이 그가 제작한 것이다. 그의 작품들은 우수성을 인정받아 8구 모두가 보물로 지정되었으며, 각기 독창성이 엿보이고 있어 범종 연구에 중요한 자료가 된다.

## 목록
- 보물 제11-1호 : 사인비구 제작 동종 - 포항보경사서운암동종
- 보물 제11-2호 : 사인비구 제작 동종 - 문경김룡사동종
- 보물 제11-3호 : 사인비구 제작 동종 - 홍천수타사동종
- 보물 제11-4호 : 사인비구 제작 동종 - 안성청룡사동종
- 보물 제11-5호 : 사인비구 제작 동종 - 서울화계사동종
- 보물 제11-6호 : 사인비구 제작 동종 - 통도사동종
- 보물 제11-7호 : 사인비구 제작 동종 - 의왕청계사동종
- 보물 제11-8호 : 사인비구 제작 동종 - 강화동종

## 참고 자료
- 사인비구 제작 동종 - 국가유산청 국가유산포털